# Kalijaga Selatan
Kalijaga Selatan is een bestuurslaag in het regentschap Oost-Lombok van de provincie West-Nusa Tenggara, Indonesië. Kalijaga Selatan telt 7308 inwoners (volkstelling 2010).